# Nervi eferent

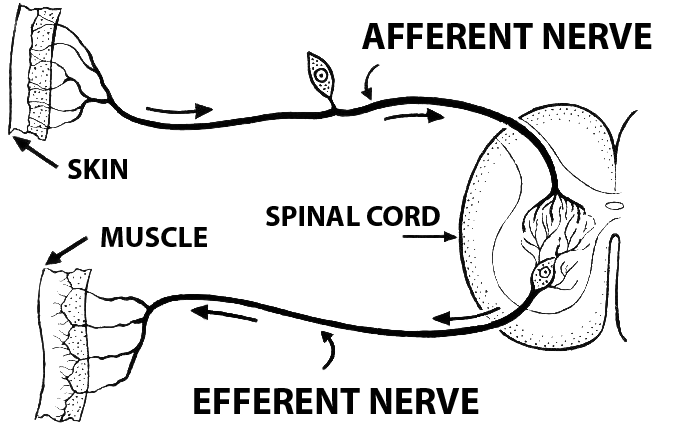
Il·lustració d'un nervi aferent i d'un nervi eferent.

Un nervi eferent és un nervi que transmet impulsos del sistema nerviós central, per mitjà de les neurones motores, a la perifèria: als músculs i les glàndules. Aquest terme també s'usa per descriure les connexions relatives entre les estructures nervioses (per exemple, la sinapsis d'una neurona eferent proporciona input a una altra neurona, i no al contrari). L'activitat en sentit contrari s'anomena aferent.
Els nervis motors són nervis eferents implicats en el control muscular. El cos de la cèl·lula de la neurona eferent es connecta a un únic i llarg axó i diverses petites dendrites que surten del propi cos cel·lular. Aquest axó després forma una sinapsi neuromuscular amb els efectors. El cos cel·lular de la motoneurona té forma de satèl·lit. La motoneurona està present en la matèria grisa de la medul·la espinal i el bulb raquidi, i crea un recorregut electroquímic cap a l'òrgan o múscul efector.

## Estructura

### Nervi motor
Les fibres nervioses eferents de les neurones motores estan implicades en el control muscular, tant en els músculs esquelètics com llisos.El cos cel·lular de la motoneurona està connectat a un únic axó llarg i diverses dendrites més curtes que es surten del propi cos cel·lular. Aquest axó forma llavors una unió neuromuscular amb els efectors. El cos cel·lular de la motoneurona té forma de satèl·lit. La motoneurona està present a la substància grisa de la medul·la espinal i de la medul·la oblongada, i forma una via electroquímica cap a l'òrgan o múscul efector. A més dels nervis motors, hi ha nervis sensorials eferent que sovint serveixen per ajustar la sensibilitat del senyal retransmès pel nervi sensorial aferent.

### Tipus
Hi ha tres tipus de fibres eferents: fibres eferents somàtiques generals, fibres eferents viscerals generals i fibres eferents viscerals especials.
Els subtipus de fibres eferents somàtiques generals inclouen les motoneurones alfa, que s'orienten a les fibres musculars extrafusals, i les motoneurones gamma, que s'orienten a les fibres musculars intrafusals. Les motoneurones beta s'orienten a tots dos tipus de fibra muscular i n'hi ha dos tipus coneguts com a estàtica i dinàmica.

## Etimologia i mnemotècnica
Tant l'aferent com l'eferent provenent del francès, evolucionat del llatí (la base de molts termes de medicina i biologia) per als termes, respectivament, ad ferens (verb llatí ferre: portar) i ex ferens, que significa endur-se, ja que ad significa literalment a i ex, vol dir de. Ambdós donen un mecanisme mnemotècnic fàcil per recordar la relació entre aferent i eferent: arriba una connexió diferent i surt una connexió diferent.
L'aferent i l'eferent estan connectats amb l'afecte i l'efecte a través de les seves arrels llatines comunes: els nervis aferents afecten el subjecte, mentre que els nervis eferents permeten que el subjecte faci canvis.